# Blanchard Brd.1
Il Blanchard Brd.1 era un idrovolante a scafo centrale, bimotore, biplano, realizzato dalla Société des Avions Blanchard e che prestò servizio presso l'Aéronavale durante gli  anni venti. Aveva un equipaggio di tre persone ed era usato per l'avvistamento, la ricognizione ed il bombardamento. Progettato dall'ingegnere Maurice Blanchard, il prototipo volò per la prima volta nel 1922.

## Storia del progetto
Dopo la costituzione della Société des Avions Blanchard avvenuta nel 1920, il suo proprietario, l'ingegnere Maurice Blanchard, realizzò il progetto dell'idrovolante da ricognizione e bombardamento Brd.1, che suscitò l'interesse delle autorità militari francesi.

## Tecnica
Il Blanchard Brd.1 era un idrovolante a scafo centrale con galleggianti equilibratori, bimotore e configurazione alare biplana. Lo scafo, dotato di carena a singolo gradino, era realizzato con struttura interamente lignea.
La configurazione alare era biplano-sesquiplana, ovvero con ala superiore di maggior apertura dell'inferiore, realizzate con struttura mista e ricoperte in tela. Le due ali erano collegate tra loro con una travatura, la superiore montata alta a parasole e l'inferiore alta sullo scafo. La propulsione era affidata a due motori Hispano-Suiza 8Fe, ciascuno con 8 cilindri a V raffreddati ad acqua in grado di erogare una potenza pari a 264 CV. I motori erano posizionati affiancati su castelli, sorretti da tralicci in acciaio a N, ed azionanti eliche bipala  in configurazione spingente.
L'equipaggio era composto da tre persone, posizionate in postazioni aperte.
L'armamento si basava su due mitragliatrici da 7,7 mm, una in postazione a prua, ed una in postazione centrale, tutte e due aperte. La capacità di trasporto bombe, suddivisa in quattro rastrelliere subalari, era pari a 300 kg (due bombe da 100 e due da 50 kg).

## Impiego operativo
Costruito presso la fabbrica aeronautica Blériot, il prototipo del Blanchard Brd.1 effettuò i test di galleggiabilità sul fiume Senna, prima di effettuare il suo primo volo avvenuto nel 1922. In seguito ai positivi collaudi l'Aéronavale ordinò la produzione di 24 esemplari, destinati ad equipaggiare l'Escadrille 5RI di Saint-Raphaël. Gli aerei prestarono servizio tra il 1923 ed il 1925, quando furono ritirati in seguito alle mediocri prestazioni operative dimostrate. Nell'aprile 1924 un esemplare modificato, denominato Brd.2, venne impiegato dal pilota Georges Pelletier d'Oisy per battere numerosi record mondiali di altitudine per idrovolanti con carico pagante.

## Versioni
- Brd.1: versione di serie costruita in 24 esemplari per l'Aéronavale.
- Brd.2: un esemplare di serie modificato per voli da primato.

## Utilizzatori
Francia
- Aéronavale